# Stilobezzia fitzroyensis
Stilobezzia fitzroyensis är en tvåvingeart som beskrevs av Lee 1948. Stilobezzia fitzroyensis ingår i släktet Stilobezzia och familjen svidknott. Inga underarter finns listade i Catalogue of Life.